# Супрунківці
Супру́нківці — село в Україні, у Гуменецькій сільській територіальній громаді Кам'янець-Подільського району Хмельницької області.

## Географія
Через село протікає річка Гниловодка. Супрунківці розташовані за 21 кілометр від Кам’янця-Подільського, на відстані 7 кілометрів від центру села проходить автошлях національного значення Н03.

### Клімат
Супрунківці знаходяться в межах вологого континентального клімату із теплим літом. Але діяльність людини призводить до поганих змін та глобального потепління. Рівень наповнення річок водою в області становить лише 20 % від необхідного стандарту, значна частина земної поверхні стає посушливою. Для покращення ситуації варто було б відновлювати екосистеми та лісові насадження.

## Історія
1 липня 1392 р. литовський князь Федір Коріятович майбутній розбудовувач Мукачева, видав своєму слузі Бедришку (Бедриху) гербу Сверчик — шляхтичу, який був вихідцем із Сілезії, представнику роду Свірчів — дарчу грамоту на села Сатермінці, Олехівці, Клименти та Супрунківці у Скальському повіті .
За іншими даними, перша згадка про село в документах — 1393[джерело?] року. Село згадується 22 вересня (1 жовтня за новим стилем) 1436 року — король Володислав надає шляхтичу Замбанчу 30 гривень на село Супрінчівці. На думку автора статті про село у виданні «Географічний словник Королівства Польського», село — це «стара осада, що сягає часів першої колонізації того краю наприкікці XIV ст.»
1565 року посідачка села — шляхтянка Сецехова, дружина шляхтича Сецеха пол. Sieciech (гербу Топор) — сплачувала податі від шести плугів, двої «кіл млинських» та одного коморника. Один з наступних посідачів села записав його єзуїтам для утримання ними свого конвікту для молоді, яка навчалася в Кам'янці на Поділлі. Після заборони діяльності ордену посідачем села стала Народова едукаційна комісія, а від неї маєтність викупив жарнувський каштелян Симеон Казімеж Шидловський та фундував спорудження у селі мурованого костелу та заснування парафії. Будівництво святині розпочалось на початку 90-х років, а завершилось 1809 року вже сином Симеона — Йосифом. Відомо, що обслуговували місцеву парафію, яка виділилась цього ж року із парафії Воздвиження Святого Хреста у Зіньківцях, навіть уніати (1811—1815 рр.). Наприкінці XIX століття до парафії належало понад півтисячі вірних у Супрунківцях та ще шести сусідніх селах.
Селяни були звільнені від кріпосного права в 1861 році. На честь цієї події в багатьох селах Поділля на в'їздах встановлювали пам'ятні фігири, такі збереглись в селах: Нігин, Черче.
Внаслідок поразки визвольних змагань на початку XX століття, село надовго окуповане російсько-більшовицькими загарбниками.
Радянська окупація принесла колективізацію та розкуркулення, селяни зазнали репресій.
У 1932–1933 роках селяни села пережили влаштований комуністами голодомор.
По закінченню Другої світової війни у 1946—1947 роках мешканці села вчергове пережили голод.
З 1991 року в складі незалежної України.
4 грудня 1993 року в Супрунківцях відкрито новий Будинок культури й відзначено 600-річчя села.
13 серпня 2015 року внаслідок об'єднання сільських рад село ввійшло до складу Гуменецької сільської громади. Об'єднання в громаду має створити умови для формування ефективної і відповідальної місцевої влади, яка зможе забезпечити комфортне та безпечне середовище для проживання людей.
9 березня 2023 року релігійна громада церкви Воздвиження Хреста Господнього села перейшла з Московського патріархату в Православну Церкву України.
Колишній орган місцевого самоврядування — Супрунковецька сільська рада.

## Населення
Населення становить 500 осіб.

### Мова
У селі поширені західноподільська говірка та південноподільська говірка, що відносяться до подільського говору, який належить до південно-західного наріччя.
100 % населення вказало своєю рідною мовою українську мову.

## Охорона природи
Село лежить у межах національного природного парку «Подільські Товтри».

## Релігія

### Православні (греко-католики)
1760 року в селі збудували церкву Воздвиження Святого Хреста (за іншими даними 1860-го церкву Святого Хреста). Якийсь час церква була греко-католицькою. Станом на кінець серпня 2017 року церква Воздвиження Животворящого Хреста Господнього була парафіяльним храмом УПЦ(МП). У 2023 році церква перейшла до ПЦУ.

### Римо-католики
1809 року в селі коштом Шидловських (пол. Szydłowscy, фундатором був Симеон Казімеж Шидловський, завершив будівництво його син, збудували парафіяльний костел Серця Ісуса Христа. Наприкінці ХІХ ст. парафія входила до складу Ушицького деканату Римо-Католицької церкви.

## Відомі люди

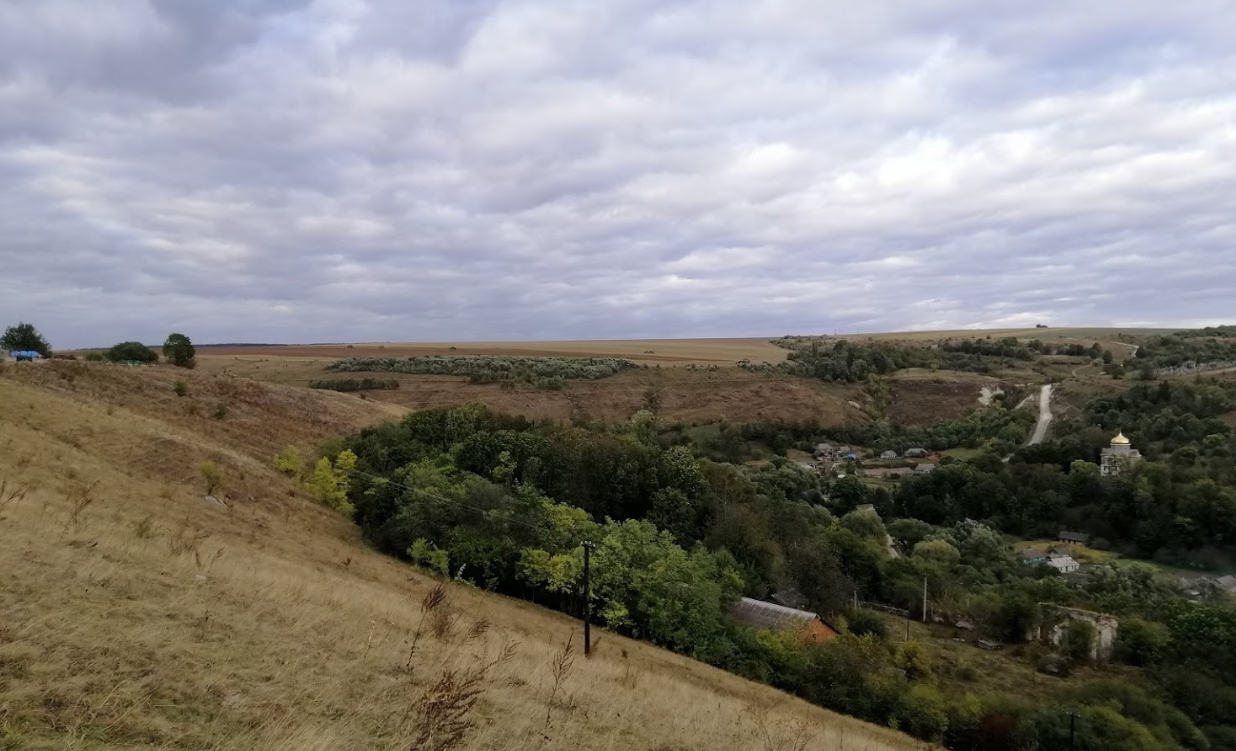
Супрунківці 2019

### Народилися
- Григорій Голоскевич — український мовознавець, громадський діяч, член Української Центральної Ради, укладач «Правописного словника», автор праць з діалектології Поділля, репресований більшовицькою владою.

## Зауваги
1. ↑  у менш авторитетному джерелі вказується, що ці села належали до Червоногородського повіту